# 와일드 (2014년 영화)
《와일드》(영어: Wild)는 2014년 공개된 미국의 전기 모험 드라마 영화이다. 장마르크 발레가 연출하고 닉 혼비가 각본을 썼으며, 리스 위더스푼, 로라 던 등이 출연하였다.
2015년 제87회 아카데미상에서 여우 주연상(위더스푼)과 여우 조연상(던) 후보에 올랐다.

## 줄거리
1995년 6월 셰릴 스트레이드는 사랑하던 어머니를 암으로 잃고 괴로움에 헤로인과 하룻밤 관계로 자기 파괴적 행동을 일삼다가 결혼 생활마저 무너져 내리자 스스로를 되찾기 위해 등산 경험이 일천함에도 1,100 마일에 이르는 퍼시픽 크레스트 트레일 단독 하이킹에 나선다.

## 출연진
- 리스 위더스푼
- 로라 던
- 토머스 서다우스키
- 미힐 하위스만
- 개비 호프먼
- 케빈 랭킨
- W. 얼 브라운
- 모 맥레이
- 킨 맥레이
- 브라이언 밴홀트
- 클리프 디영
- 레이 버클리
- 랜디 슐먼
- 캐스린 더프룸
- 찰스 베이커
- J. D. 에버모어
- 베스 홀
- 잰 호그
- 앤 지 버드
- 에번 오툴
- 닉 에버즈먼

## 기타 제작진
- 배역: 데이비드 루빈
- 미술: 존 페이노
- 세트: 로버트 코블먼
- 의상: 멀리사 브루닝
- 분장: 로빈 매슈스
- 헤어: 미아 코베로
- 음향 감독: 밀드러드 아이애트루, 아이링 리
- 시각 효과: 마르크 코트
- 제작 관리: 버건 스완슨
- 조감독: 어스 허슈비걸